# Раненбургская Петропавловская пустынь
Петропа́вловский епархиа́льный мужско́й монасты́рь (Раненбу́ргская Петропа́вловская пу́стынь) — православный монастырь Русской православной церкви Елецкой епархии, расположенный в посёлке Рощинский Чаплыгинского района Липецкой области на левом берегу реки Московая Ряса в 2,5 км к востоку от города Чаплыгин.

## История

### Основание и расцвет
Раненбургская Петропавловская пустынь была основана в 1712 году по благословению Стефана, митрополита Рязанского и устроена иждивением князя Александра Даниловича Меншикова в собственных его дачах, «для богомолья о здравии Государя Императора Петра I и о упокоении родителей князя Меньшикова». Приказом от 28 июля 1712 года Меншиков определил как число монашествующих, так и средства к их содержанию. «А в той пустыни», сказано в приказе, «Быть строителю, священником, диакону и прочим монахом, всего двенадцати человек».
В описи 1739 года в Петропавловской пустыни значатся: монастырская ограда, церковь, настоятельская и братские кельи, братская трапезная и скотный двор, все деревянные. Строительство каменной ограды вокруг пустыни было начато 13 апреля 1798 года. Она имела в длину с южной стороны 66 саженей и 1 аршин, с северной 69 саженей, в ширину с западной 38 саженей 1 аршин, и с восточной 44 сажени 1 аршин и 8 вершков.
К концу XIX века внутри монастырской ограды находилось 4 каменных храма. Первоначальное построение деревянной Петропавловской церкви с приделами Иоанна Богослова и Александра Невского было дозволено Митрополитом Рязанским Стефаном 30 июня 1711 года. Вся церковная утварь была куплена в Москве на деньги князя Меншикова, за его же счет были наняты лучшие живописцы и столяры для устройства иконостаса. Вместо деревянной в 1739 году было начато строение каменной церкви, однако вместо неё в 1815 году было начато строение нового каменного храма, но и он в 1819 году был разобран. Существующий ныне Петропавловский собор выстроен и освящен в 1844 году. Церковь в честь Иоанна Предтечи и св. Николая была первоначально деревянная, окончено выстроена в 1794 году. Деревянная Предтеченская церковь в 1811 году была заменена каменной, однако упразднена в 1835 году. В том же году начата постройкой существующая ныне, освящённая в мае 1836 года. Успенская церковь построена с 1799 по 1804 годы. Она имеет в длину 6 саженей, а в ширину 5 саженей и 1 аршин. Церковь Александровская находится в колокольне. Постройка её была начата одновременно с колокольней с разрешения Митрополита Рязанского Амвросия, окончена в 1811 году. Кроме того, в монастырской же ограде находится четыре одноэтажных каменных здания для настоятеля и братии.
Указом Тамбовской консистории от 26 августа 1793 года в Петропавловской пустыни было открыто общежитие. Братия, кроме наместника, состоит из: 7 иеромонахов, 6 иеродиаконов, 13 монахов, 5 рясофорных послушников, 11 послушников и 1 священник, всего 44 человека, в качестве послушников, состоящих на испытании, до 50-ти человек.
В 1907 году «монастырь имел в окружности 263 сажени и весь был огражден каменною стеною с шестью башнями на ней, из коих в одной, на юго-западной стороне, в 1840 году устроена часовня с приличным иконостасом, а в 1850 году и келия для служащих в часовне; на той же стороне в стене устроена книжная лавка. Внутри ограды располагались четыре каменных корпуса. Строения вне монастыря несколько раз переделывались и меняли своё месторасположение. Близ пустыни располагались два гостиных дома со дворами, деревянный флигель, где жили ученики церковно-приходской школы, овин и рига с молотильною и веяльною машинами, скотный двор и при нем каменная изба, деревянные избы, братская баня».

### Советская Россия
В 1920 году монастырь был официально ликвидирован, но иноки покинули его только в 1925 году. В начале 1930-х гг. был взорван соборный храм Петра и Павла. Территория обители была передана под организацию в ней колонии для несовершеннолетних, а позже свиносовхоза. Колокольня с храмом Александра Невского была разрушена. В Успенской церкви был устроен клуб, который вскоре обрушился.

### Наши дни
В 1998 году община верующих приступила к восстановлению монастыря, территория которого была передана в ведение РПЦ в 2000 году. В 2003 году Священный Синод постановил открыть Петропавловский епархиальный мужской монастырь в поселке Рощинский Липецкой области. В настоящее время ведутся работы по восстановлению Петропавловского собора и Успенского храма.

## Храмы обители
- Петропавловский собор. Первая деревянная церковь во имя апостолов Петра и Павла в обители была выстроена в 1711 году, однако в скором времени обветшала. В 1739 году было начато строительство каменного храма, но и он просуществовал недолго — в 1819 году разобран. Современный собор окончательно выстроен и освящен в 1844 году.
- Церковь Предтечи Господня Иоанна. Деревянная Предтеченская церковь была выстроена в 1794 году. В 1811 году была заменена каменным храмом в другом месте обители. Однако эта церковь была заменена новой, так же каменной в 1836 году.
- Церковь Успения Божией Матери — больничный храм заложен в 1709 году, окончательно выстроен и освящен в 1804 году.
- Церковь святого князя Александра Невского — располагалась на втором ярусе выстроенной в 1811 году новой звонницы обители.
- Часовня Тихвинской иконы Божией Матери. Построена в 2000-х годах близ святого источника, неподалеку от монастыря.

## Настоятели
В книге Ивана Корсунского «Раненбургская Петропавловская пустынь» 1907 года упоминаются настоятели монастыря:
- иеромонах Тихон упом. в 1711 и 1712 г.
- иеромонах Никон упом. в 1714 и 1716 г.
- монах Серапион упом. в 1728 г.
- иеромонах Иосиф упом. с 20 декабря 1728-32 г.
- иеромонах Вениамин упом. с 20 февраля 1732-38 г.
- схимник Варлаам упом. в 1739 г.
- иеромонах Пётр уп. в 1739-41 г.
- иеромонах Варлаам упом. с 24 октября 1850 по 3 февраля 1753 г.
- иеромонах Евлампий упом. в 1746-47 г.
- иеромонах Герасим упом. в 1748-49 г.
- иеромонах Варлаам упом. в 1750-53 г.
- Никодим упом. с 4 марта 1753-54 г.
- монах Ефрем упом. с 21 ноября 1754-57 г.
- иеромонах Тихон упом. с 18 сентября 1757-72 г.
- иеромонах Варлаам упом. с 21 августа 1772-74 г.
- иеромонах Мисаил упом. с 8 января 1774 по 26 августа 1777 г.
- Досифей упом. в 1777-81 г.
- иеромонах Онисим упом. с 16 ноября 1781-89 г.
- иеромонах Варнава упом. с 20 июня 1789-93 г.
- иеромонах Авраамий упом. с 25 мая 1793 по 13 августа 1811 г.
- иеромонах Филарет упом. в 1811 г.
- Мельхиседек упом. с 12 ноября 1811 по 18 октября 1813 г.
- иеромонах Паисий уп. с 27 октября 1813 по 13 марта 1819 г.
- иеромонах Досифей упом. в 1819 г.
- иеромонах Вениамин уп. с 17 июля 1819 по 3 июня 1825 г.
- иеромонах Ипполит упом. с 3 июня 1825 по 15 декабря 1826 г.
- иеромонах Иннокентий упом. с 15 декабря 1826 по 25 мая 1837 г.
- игумен Феофил упом. с 25 мая 1837 по 21 июня 1845 г.
- иеромонах Феодосий упом. в 1845 г.
- иеромонах Иоанн упом. с 20 декабря 1845 по 26 марта 1848 г.
- игумен Герасим упом. с 19 апреля 1848-64 г.
- архимандрит Ириней упом. с 1864 до 1886 года
- иеромонах Мелетий упом. в 1886 г.
- епископ Василий (Левитов) упом. с 1886 по 1889 г.
- иеромонах Анастасий упом. с 1889 по 1892 г.
- игумен (позже архимандрит) Порфирий упом. с 1892 по 1893 г. и с 1894 по 1900 г.
- епископ Иустин (Полянский) упом. с 1893 по 1894 г. и с 1900 по 1903 г.
- архимандрит Игнатий упом. с 1903 г.[5]

С октября 2002 года наместник пустыни — игумен Тихон (Пронников).